# Adnotacja bibliograficzna

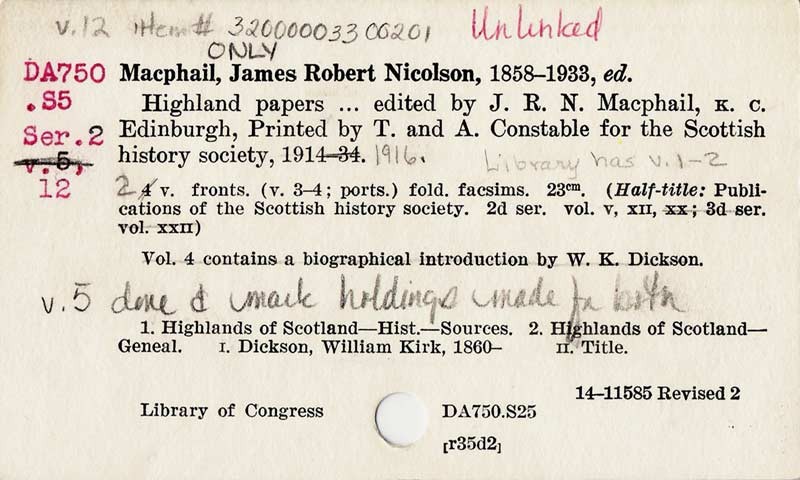
Biblioteczna karta katalogowa z adnotacjami

Adnotacja bibliograficzna (łac. adnotatio = objaśnienie), zespół dodatkowych informacji o dokumencie uzupełniający jego zasadniczy opis bibliograficzny. Występuje w bibliografiach, wkładkach bibliograficznych, a także na kartach przeznaczonych do katalogów i kartotek bibliograficznych oraz dokumentacyjnych.

## Rodzaje adnotacji bibliograficznych
- Adnotacja księgoznawcza  – zawiera wiadomości o materialnych cechach dokumentu (papier, ilustracje, druk, oprawa), szczegółowe dane o jego cechach wydawniczo-formalnych (autorstwo, tytuł, adres wydawniczy, forma piśmiennicza lub wydawnicza), informacje o języku dokumentu, jego historii lub związkach bibliograficznych, a także dane o przeznaczeniu czytelniczym lub poziomie opracowania.
- Adnotacja treściowa – zawiera informacje dotyczące treści danego dokumentu, którego dotyczy. W zależności od jej typu mniej lub bardziej informuje nas ona przydatności danego dokumentu dla potencjalnego użytkownika;

Adnotacje treściowe dzielimy na:
- adnotacje wyjaśniające – czyli takie, które podają temat dokumentu; temat ten ma na celu objaśnienie tytułu niejasnego bądź tytułu o przenośnym znaczeniu;
- adnotacje zawartościowe – cytujące pełny lub częściowy spis treści danego dokumentu poprzez wyliczenie występujących w nim utworów lub nagłówków jego poszczególnych części składowych;
- adnotacje wskazujące (analizy wskazujące) – czyli takie, które podają tematykę lub główne tezy autora danego dokumentu;
- adnotacje omawiające (analizy omawiające, streszczenia dokumentacyjne) – podające w sposób szczegółowy problematykę lub wnioski autora danego dokumentu z ich ewentualnym uzasadnieniem lub zapoznające z poszczególnymi metodami przedstawionymi w dokumencie.